# Barbus rubrostigma
 Barbus rubrostigma és una espècie de peix cipriniforme de la família dels ciprínids.

## Morfologia
Els mascles poden assolir els 6,3 cm de longitud total.

## Distribució geogràfica
Es troba als rius costaners des del sud del Camerun fins a la República Democràtica del Congo.